# Текпатланский тотонакский язык
Текпатланский тотонакский язык (Tecpatlán Totonac) — тотонакский язык, на котором говорят в 2 общинах на северо-западе притока реки Некаха, в деревне Текпатлан, на северо-востоке штата Пуэбла в Мексике. Текпатланский диалект более похож на верхненекаханский тотонакский язык. Из 600 членов общины деревни Теапатлан  540 человек идентифицируют себя как местные носители языка. Ввиду высокого уровня двуязычия в языке науатль, многие из них могут быть в первую очередь науатль-говорящими. Материалы северного диалекта являются трудными для понимания для текпатланского[стиль][прояснить].